# Florin Jianu
Florin Nicolae Jianu (ur. 30 grudnia 1976 w Slatinie) – rumuński menedżer i działacz gospodarczy, w 2014 minister delegowany ds. małej i średniej przedsiębiorczości oraz turystyki, w 2017 minister ds. biznesu, handlu i przedsiębiorczości.

## Życiorys
W 1999 ukończył studia z matematyki stosowanej na Uniwersytet Bukareszteńskim. W 2001 uzyskał magisterium z zarządzania zasobami ludzkimi na uczelni Școala Națională de Studii Politice și Administrative, następnie kształcił się tam w zakresie zarządzania projektami unijnymi. Pracował jako menedżer, zatrudniono go też w administracji prezydenta Rumunii jako koordynatora. Został prezesem organizacji pozarządowej zajmującej się doradztwem i zarządzaniem projektami unijnymi. Od 2008 do 2014 kierował organizacją zrzeszającą rumuńskich młodych przedsiębiorców Patronatul Tinerilor Intreprinzatori din Romania, zaś w latach 2012–2014 był prezesem JEUNE, analogicznej struktury w Brukseli. Od 2010 zasiadał w Europejskim Komitecie Ekonomiczno-Społecznym.
Od marca do grudnia 2014 zajmował stanowisko ministra delegowanego ds. małej i średniej przedsiębiorczości oraz turystyki w trzecim rządzie Victora Ponty. W 2016 został przewodniczącym CNIPMMR, krajowej rady małych i średnich firm. 4 stycznia 2017 objął funkcję ministrem ds. biznesu, handlu i przedsiębiorczości w rządzie Sorina Grindeanu. Odszedł ze stanowiska po niespełna miesiącu w lutym tegoż roku. W 2024 został wybrany w skład Senatu.